# 에이스 와일더
에이스 와일더(Ace Wilder, 1982년 1월 23일 ~ )는 스웨덴의 싱어송라이터이다.